# Landelino di Lobbes
Landelino di Lobbes (Bapaume, ... – Crespin, 15 giugno 686) è stato un monaco cristiano e abate franco.
Originario della regione del Nord-Passo di Calais (Francia) era un brigante convertito, che divenne eremita e poi fondatore e promotore delle abbazie di Lobbes, Aulne e di Crespin. Egli è localmente commemorato il 15 giugno.

## Biografia

### Gioventù
Nato in una famiglia nobile di franchi fu battezzato all'età di dieci anni e ricevette dal padrino Autberto di Cambrai, futuro vescovo di Cambrai, una buona educazione cristiana fin dall'adolescenza. Essendo l'allievo degno del maestro, fece tali progressi in scienza e virtù che lo zio Autberto ritenne presto di farne un ecclesiastico.
Ma egli preferì dedicarsi al brigantaggio in bande e condusse questa vita per qualche anno con il nome di Maurosus. Traumatizzato dalla morte di un compagno di scorribande e da una visione dell'inferno ove quest'ultimo era finito, adottò un modo onesto di vivere, tornò dal suo maestro verso il 643 e s'impose una vita monastica. Dopo sei anni di penitenza, egli scongiurò il padrino Autberto di ammetterlo fra i chierici, verso il 649

### La vita di religioso
Autberto gli fece seguire gli studi da chierico regolare e fu ammesso al clericato. Intraprese un viaggio a Roma alla tomba degli apostoli Pietro e Paolo. Prima di lasciare Roma chiese la benedizione di papa Martino I e dopo il suo rientro a Cambrai gli fu conferito da Autberto il diaconato; dopo qualche tempo egli riprese il cammino per Roma e al suo ritorno Autberto di Cambrai lo ordinò sacerdote. Egli intraprese ancora un viaggio a Roma in compagnia dei suoi fedeli discepoli Adelino e Domiziano. Qui papa Martino I gli affidò la missione di evangelizzatore e gli donò molte reliquie di santi che Landelino depositò successivamente presso l'abbazia di Lobbes.
Le sue diverse esperienze di vita comunitaria – prima tra i briganti e poi nei monasteri – gli avevano insegnato i doveri e le esigenze della vita in comune. Nel corso dei suoi viaggi egli visitò un gran numero di case principesche e di abbazie, tra le quali Saint-Denis, vicino a Parigi, Luxeuil nei Vosgi, e infine Montecassino.
Tornò presso Autberto di Cambrai verso la fine del 653 e nel 654, accompagnato da Adelino e da Domiziano, costruì il primo oratorio di Lobbes e alcune piccole celle alla confluenza del torrente Laubacus (Laubach) con la Sambre, teatro dei suoi brigantaggi della sua giovinezza. Un gran numero di giovani provenienti dalle classi più agiate si posero ai suoi ordini. Così ebbe inizio l'abbazia di Lobbes verso il 654. 
Claude Demoulin indica gli attori dell'epoca e i loro obiettivi:

«Landelino è meno un pellegrino ordinario che un incaricato di missioni inviato da Autberto di Cambrai e dalla corte franca, che vedeva nell'organizzazione monastica un potente mezzo di ordine sociale. È probabile che la Santa Sede gli abbia dato direttive volte a creare nella nostra regione un certo numero di abbazie […] L'opera di Landelino sarà proseguita da membri dell'aristocrazia, quali santa Valdetrude e santa Aldegonda, e verranno creati altri monasteri o abbazie come quelli di Mauberge, Haumont, Maroilles. La creazione di abbazie non avveniva a caso. Già nel VII secolo non si fondava un'abbazia non importa dove: occorreva il consenso dei poteri spirituale e temporale, consenso sulla scelta del luogo, s'intende dopo che la fondazione era stata suggerita dai signori.»

Ma Landelino desiderava vivere da eremita ed è per questo che egli lasciò Lobbes e s'installò ad Aulne (a 10 km a valle sulla Sambre, oggi comune di Thuin in Hainaut - Belgio) su un terreno a lui donato. Il suo carisma attirava – come a Lobbes – i candidati alla vita religiosa, che vennero a ingrossare nucleo iniziale di ciò che sarà poi l'abbazia di Aulne.
Quando la comunità di Aulne raggiunse la soglia dell'autonomia, Landelino la pose alle dipendenze di quella di Lobbes e andò a stabilirsi a Wallers (dipartimento del Nord, Hauts-de-France – Francia) ove fondò un monastero su un terreno offerto alla sua famiglia nel 640 dal re Dagoberto I, che dedicò ai santi Pietro e Paolo. Ne affidò la direzione a san Audoeno. Contrariamente a quelli di Aulne a Lobbes, questo monastero non diventerà mai un'abbazia.
Nel 670, accompagnato dai discepoli Adelino e Domiziano, s'installò su un angolo di terra nella foresta di Amblise, tra Mons e Valenciennes, cedutogli da un signore locale, ma lo lasciò per un luogo non paludoso – futuro Crespin – a un miglio, ove nel 673 eresse una chiesa consacrata poi da Autberto di Cambrai. Fondò qui l'abbazia di Crespin. Quest'abbazia era situata sull'Hogneau, affluente della Schelda.
Morì il 15 giugno del 686 e la sua salma fu inumata nell'abbazia di Crespin. Gli successe come abate il suo discepolo Adelino..

## Culto
San Landelino di Lobbes è localmente commemorato il 15 giugno. 
Esiste un altro santo di nome Landelino: fu un monaco irlandese che venne in Alsazia, attraversò il Reno e visse da eremita nel VI secolo nella zona di Friburgo in Brisgovia.

### Reliquie
Mascella e braccia di san Landelino sono venerate nella chiesa di Crespin. Tuttavia, nell'836, gran parte delle reliquie furono trasferite a Boke (antico comune, oggi quartiere di Delbrück in Germania), per preservarle dai saccheggi normanni.